# Abd Allah as-Sallal
Abd Allah as-Sallal (arab. عبد الله السلال; ur. 9 stycznia 1917 w Sanie, zm. 5 marca 1994 roku tamże) – polityk północnojemeński, marszałek. Pierwszy prezydent Jemeńskiej Republiki Arabskiej od 27 września 1962 do 5 listopada 1967. Trzykrotny premier Jemeńskiej Republiki Arabskiej: od 28 września 1962 do 26 kwietnia 1963, od 6 lipca 1965 do 21 lipca 1965 i od 18 września 1966 do 5 listopada 1967.